# 小川範子のアンバランスヒロイン
小川範子のアンバランスヒロイン（おがわのりこのアンバランスヒロイン）は、1989年10月21日から1990年4月7日まで文化放送で放送されていたラジオ番組。パーソナリティは小川範子。放送時間は毎週土曜日 20:00 - 20:30。

## 概要
小川範子は、東京でのラジオのレギュラー番組は1988年4月からニッポン放送で『おちゃめな夜だよいたずらレモン』（1988年4月 - 1989年3月）→『小川範子 だって15才』（1988年10月 - 1989年3月）→『小川範子 素顔で片想い』（1989年4月 - 1989年10月）と出演し続けてきたが、1989年10月からレギュラー出演の場を文化放送に移してスタートした番組。小川にとって文化放送での初レギュラー番組である。
番組タイトルは、当時自分の年齢は16歳で青春の最中ということで、男子も女子も、特に異性を見る時の精神的なものはアンバランスなので「心が切れてもいいから、自分に正直に生きよう」といった意味合いで小川自ら提案したものだったという。
番組構成は基本的に前半はフリートーク、後半はリスナーからのはがき紹介というシンプルなものだった。
ナイターオフ期限定の番組ということで、1990年3月31日で終了したが、1990年4月以降も『小川範子のとってもスウィートルーム 』にリニューアルして引き続き文化放送の番組『メゾン・ド・アイドル となりのハチャメちゃん』（のち1990年10月からは『超学生ハビタ となりのハチャメちゃん』）の内包番組として放送されていた。

## 主なコーナー

### フリートークパート
オープニング100秒社説
- 番組オープニングのコーナー。スタッフから出題されたテーマについて、100秒（1分40秒）でトーク[3]。

週刊快感図鑑
- 毎回、興味を持っている事柄にスポットを当ててフリートーク[3]。

### はがきコーナーパート
お手紙待ってます
- 普通のお便りなどのコーナー[3]。

範ちゃんクイズ
- 馬鹿馬鹿しいが、すぐにはわからなそうなクイズを募集[3]。

今夜のQR
- リスナーからの質問やリクエストに応えていた[3]。

### その他
範子ちゃんカラオケ
- 本番組中で歌ったテレサ・テンの『つぐない』が大好評だったということで、カラオケを使った新展開のコーナー。なお、このコーナーはレギュラーコーナーではなかった[3]。